# (65363) Ruthanna
(65363) Ruthanna est un astéroïde de la ceinture principale.

## Description
(65363) Ruthanna est un astéroïde de la ceinture principale. Il fut découvert le 7 août 2002 à Needville par Joseph A. Dellinger. Il présente une orbite caractérisée par un demi-grand axe de 2,37 UA, une excentricité de 0,22 et une inclinaison de 2,1° par rapport à l'écliptique.

## Compléments